# مصرف للنساء فقط
مصرف للنساء فقط هي مؤسسة مالية تقدم خدماتها للنساء فقط.

## التطور
في عام 2001، افتتح بنك دبي الإسلامي فرعًا مصرفيًا للنساء فقط.
افتتحت إيران مصرفاً للنساء فقط في مشهد في 7 يونيو 2010. وقال مدير البنك «الهدف ليس الفصل بين الجنسين بل احترام المرأة». المصرف هو بنك ملي وهو مملوك للحكومة.
في المملكة العربية السعودية، تمتلك معظم البنوك نوعًا من الفروع المخصصة للنساء فقط داخل الفرع الرئيسي. ليس بالضرورة أن كل الفروع والبنوك لديها هذا. على الرغم من أنه يمكن الوصول إلى الفرع الرئيسي من قبل كل من الرجال والنساء.
في 2013، افتتح رئيس وزراء الهند، مانموهان سينغ، أول مصرف حكومية للنساء في مدينة مومباي، ويعد كادر المصرف من النساء.

## روابط خارجية
- افتتاح أول بنك إيراني للنساء فقط: وكالة أنباء الجمهورية الإسلامية الإيرانية